# Triclistus traditor
Triclistus traditor är en stekelart som beskrevs av André Seyrig 1934. Triclistus traditor ingår i släktet Triclistus och familjen brokparasitsteklar. Inga underarter finns listade i Catalogue of Life.